# Sovcomflot
PAO Sovcomflot (russe: ПАО «Совкомфлот») est une entreprise publique russe de transport d'hydrocarbures. Son siège social est situé à Saint-Pétersbourg.

## Historique
Elle est fondée en 1995.

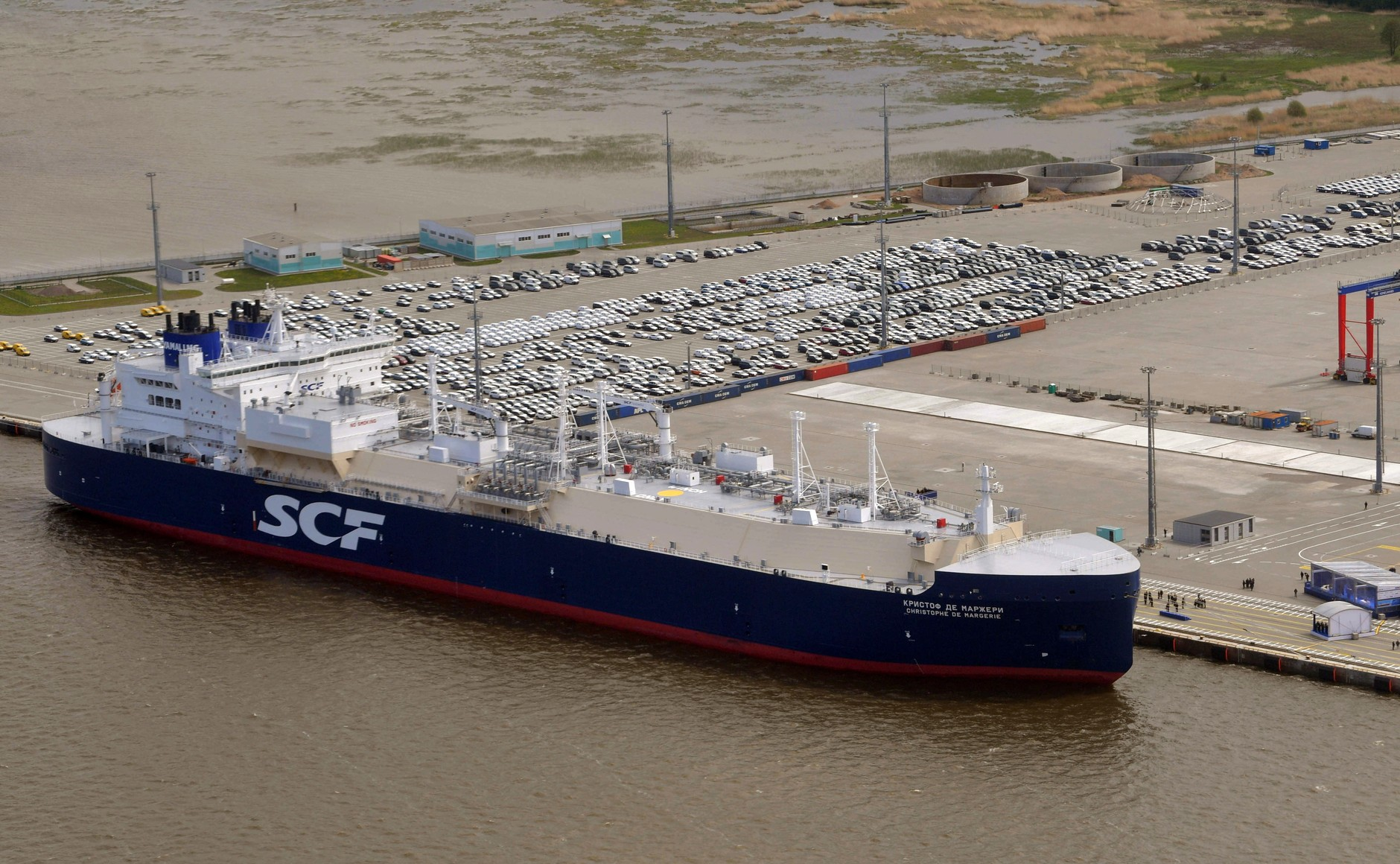
Le Christophe de Margerie, méthanier de Sovcomflot.

En 2007, Sovcomflot fusionne avec Novoship.
En mars 2022, elle dispose d'une flotte de 172 pétroliers de type «Aframax», dont le tonnage est compris entre 80 et 120 000 tonnes.